# Arquidiocese de Lviv
A Arquidiocese de Lviv ou Lemberga (Archidiœcesis Leopolitanus Latinorum) é uma arquidiocese da Igreja Católica situada em Lviv, na Ucrânia. É fruto da renomeação da Arquidiocese de Halyč, criada em 1375. Seu atual arcebispo é Mieczysław Mokrzycki. Sua Sé é a Arquicatedral Basílica da Assunção da Santíssima Virgem Maria.
Possui 278 paróquias.

## História
A arquidiocese foi erecta com o translado da sé arquidiocesana de Aliche para Lviv, em 28 de agosto de 1412. A antiga arquidiocese foi elevada em 1375, fruto da Diocese de Halyč, criada em 1361, pelo rei Casimiro III da Polônia.
Entre 1772 e 1795, a arquidiocese perdeu parte de seu território para Polônia e para a Rússia. Em 1818, a arquidiocese perde território para a arquidiocese de Varsóvia, e seu arcebispo passa a ter o título de "Primaz da Galícia e Lodoméria".

## Prelados
Administração local:

### Arcebispos de Halyč
- Maciej (1375 – 1380)
- Bernard, O.F.M. (1384 – 1390)
- Jakub Strzemię, O.F.M. (1391 - 1409)
- Mikołaj Trąba (1410 - 1412)

### Arcebispos de Lviv
- Jan Rzeszowski (1412 - 1436)
- Jan Odrowąż (1437 - 1450)
- Grzegorz z Sanoka (1451 - 1477)
- Jan Długosz (1480)
- Jan Strzelecki (1481 - 1488)
- Andrzej Boryszewski (1488 - 1503)
- Bernard Wilczek (1505 - 1540)
- Piotr Starzechowski (1540 - 1554)
- Feliks Ligęza (1555 - 1560)
- Paweł Tarło (1561 - 1565)
- Stanisław Słomowski (1565 - 1575)
- Jan Sieniński (1576 - 1582)
- Jan Dymitr Solikowski (1583 - 1603)
- Jan Zamojski (1604 - 1614)
- Jan Andrzej Próchnicki (1614 - 1633)
- Stanisław Grochowski (1633 - 1645)
- Mikołaj Krosnowski (1645 - 1653)
- Jan Tarnowski (1654 - 1669)
- Wojciech Koryciński (1670 - 1677)
- Konstanty Lipski (1681 - 1698)
- Konstanty Józef Zieliński (1700 - 1709)
- Mikołaj Popławski (1710 - 1711)
- Jan Skarbek (1713 - 1733)
- Mikołaj Gerard Wyżycki (1737 - 1757)
- Mikołaj Dembowski (1757 - 1757)
- Władysław Aleksander Łubieński (1759 - 1759)
- Wacław Hieronim Sierakowski (1760 - 1780)
- Ferdynand Onufry Kicki (1780 - 1797)
- Kajetan Ignacy Kicki (1797 - 1812)
- Andrzej Alojzy Ankwicz (1815 - 1833)
- Franz Xaver Luschin (1834 - 1835)
- Franciszek Pisztek (1836 - 1846)
- Wacław Wilhelm Wacławiczek (1846 - 1848)
- Łukasz Baraniecki (1849 - 1858)
- Franciszek Ksawery Wierzchleyski (1860 - 1884)
- Seweryn Morawski (1885 - 1900)
- São Józef Bilczewski (1900 - 1923)
- Boleslaw Twardowski (1923 - 1945)
- Eugeniusz Baziak (1945 - 1962)
- Marian Cardeal Jaworski (1991 - 2008)
- Mieczysław Mokrzycki (2008 - atual)